# Heinzenbach
Heinzenbach är en kommun och ort i Rhein-Hunsrück-Kreis i förbundslandet Rheinland-Pfalz i Tyskland.
Kommunen ingår i kommunalförbundet Verbandsgemeinde Kirchberg (Hunsrück) tillsammans med ytterligare 39 kommuner.